# Krom Luang Thepharirak
Chaofa Kromluang Thepharirak (tiếng Thái: สมเด็จพระสัมพันธวงศ์เธอ เจ้าฟ้าตัน กรมหลวงเทพหริรักษ์, 1759–1805) là một hoàng tử Xiêm La (Thái Lan). Ông là một cháu trai của vua Rama I. Ông được sử Việt gọi là Chiêu Tăng (昭曾).